# Harrington (Kumbria)
Harrington – miasto w Anglii, w Kumbrii, w dystrykcie (unitary authority) Cumberland. Leży 51 km na południowy zachód od miasta Carlisle i 415 km na północny zachód od Londynu.